# Jaycee Hillsman
Jaycee Trevan Hillsman (Champaign, 24 maggio 1996) è un cestista statunitense.